# Dörrebach bei Stromberg
Dörrebach bei Stromberg este o arie protejată (arie specială de conservare — SAC, sit de importanță comunitară — SCI) din Germania întinsă pe o suprafață de 134 ha, integral pe uscat.

## Localizare
Centrul sitului Dörrebach bei Stromberg este situat la coordonatele 49°56′23″N 7°42′13″E / 49.9397°N 7.7036°E.

## Înființare
Situl Dörrebach bei Stromberg a fost declarat sit de importanță comunitară în mai 2004 pentru a proteja 2 specii de animale. Situl a fost protejat și ca arie specială de conservare în octombrie 2005.

## Biodiversitate
Situată în ecoregiunea continentală, aria protejată conține 9 habitate naturale: Cursuri de apă de la nivel de câmpie la nivel montan, cu vegetație Ranunculion fluitantis și Callitricho-Batrachion, Pajiști cu Molinia pe soluri calcaroase, turboase sau argilos-nămoloase (Molinion caeruleae), Liziere de ierburi înalte hidrofile de câmpie și de nivel montan până la alpin, Fânețe de joasă altitudine (Alopecurus pratensis, Sanguisorba officinalis), Peșteri inaccesibile publicului, Păduri de fag Luzulo-Fagetum, Păduri de fag Asperulo-Fagetum, Păduri de stejar și carpen Galio-Carpinetum, Păduri aluvionare cu Alnus glutinosa și Fraxinus excelsior (Alno-Padion, Alnion incanae, Salicion albae).
La baza desemnării sitului se află mai multe specii protejate de  mamifere (2): liliac cu urechi mari (Myotis bechsteinii), liliac comun (Myotis myotis).